# Christmas (Baby Please Come Home)
Christmas (Baby Please Come Home) är en jullåt, som släpptes 1963 på A Christmas Gift for You from Phil Spector. Originalversionen framfördes av Darlene Love och låten är skriven av Jeff Barry, Ellie Greenwich och Phil Spector, där den senare även stod som producent. "Christmas (Baby Please Come Home)" blev en succé och en av Loves signaturlåtar; hon refererar till den i "All Alone on Christmas", som släpptes 1992. Flera artister har spelat in coverversioner av "Christmas (Baby Please Come Home)" och i december 2010 placerade Rolling Stone låten på plats 1 på deras lista The Greatest Rock and Roll Christmas Songs.

## Coverversioner

### The Offspring
The Offspring släppte sin coverversion av "Christmas (Baby Please Come Home)" den 4 november 2020 via Concord Records. Både Dexter Holland och Noodles hade uttryckt intresse för att spela in en jullåt redan 2010 och i december 2013 släpptes "You're Gonna Go Far, Kid" i tre olika julversioner, som alla var inspirerade av NES-musik. Dessa versioner går under namnen "8-bit Rudolph version", "8-bit Mistletoe version" och "8-bit Eggnog version". "Christmas (Baby Please Come Home)" är dock bandets första jullåt och den spelades in i juni–juli 2020, där en musikvideo släpptes den 3 december samma år.
Denna version återlanserades i november 2022 som en B-sida till singeln "Please Come Home for Christmas".

#### Låtlista
Alla låtar är skrivna och komponerade av Jeff Barry, Ellie Greenwich och Phil Spector. 
| Nr | Titel                             | Längd |
| -- | --------------------------------- | ----- |
| 1. | Christmas (Baby Please Come Home) | 3:07  |